# Rihab (voornaam)
Rihab is een Egyptische vrouwelijke voornaam van Arabische en islamitische afkomst.
De naam is afkomstig van islamteksten die naar Rihab verwijzen als de naam van het grootste landstuk in het Paradijs. Op deze grond groeit ook een plant die naar de geur van alle bloemen op de wereld ruikt en iets gemeen heeft met basilicum. De naam van deze bloem is de Rihana.
Rihana is een vaak gebruikte afleiding.

## Bekende personen met de voornaam
- Rihanna, de wereldbefaamde popster, is afkomstig van Barbados, maar heeft Arabische roots, via haar grootmoeder die haar deze tweede voornaam gaf, wat later haar pseudoniem werd in haar artiestencarrière.